# Pico Mulleres
El pico Mulleres, también conocido como pico de Mulleres y tuca de Mulleres) es un pico de los Pirineos españoles de 3013 [[m s. n. m.]]. Por su divisoria discurre el límite entre las provincias de Huesca y Lérida, quedando el valle de Escaleta (Alto Ésera) al oeste y el de Barrabés (Alta Ribagorza) al este.
Es una de las mayores cotas del Valle de Arán, y su ascensión es con frecuencia una etapa preliminar para los montañeros que quieren subir al Aneto desde la Alta Ribagorza.

## Flora y fauna
Desde los Llanos del Hospital y Conangles hasta casi la Pleta de Mulleres, abundan los quejigos (Quercus pyrenaica), majuelos (Crataegus monogyna), serbales (Sorbus aucuparia), abedules (Betula alba) y hayas (Fagus sylvatica), que poco a poco van cediendo terreno al abeto (Abies alba). A partir de los 2000 m, la cubierta vegetal se limita a los brezos, piornos, líquenes, musgos y pequeñas herbáceas.
Los sarrios, isards, isardos o rebecos (Rupicapra rupicapra) son abundantes. También abundan las marmotas (Marmota marmota), y las águilas reales (Aquila chrysaetos), estimándose que en esta zona pueden llegar a anidar hasta cinco parejas. Es relativamente abundante el buitre leonado (Gyps fulvus), y bastante más raro el quebrantahuesos (Gypaetus barbatus).
Es relativamente abundante el buitre leonado, y bastante más raro el quebrantahuesos.

## Itinerario desde el túnel de Viella

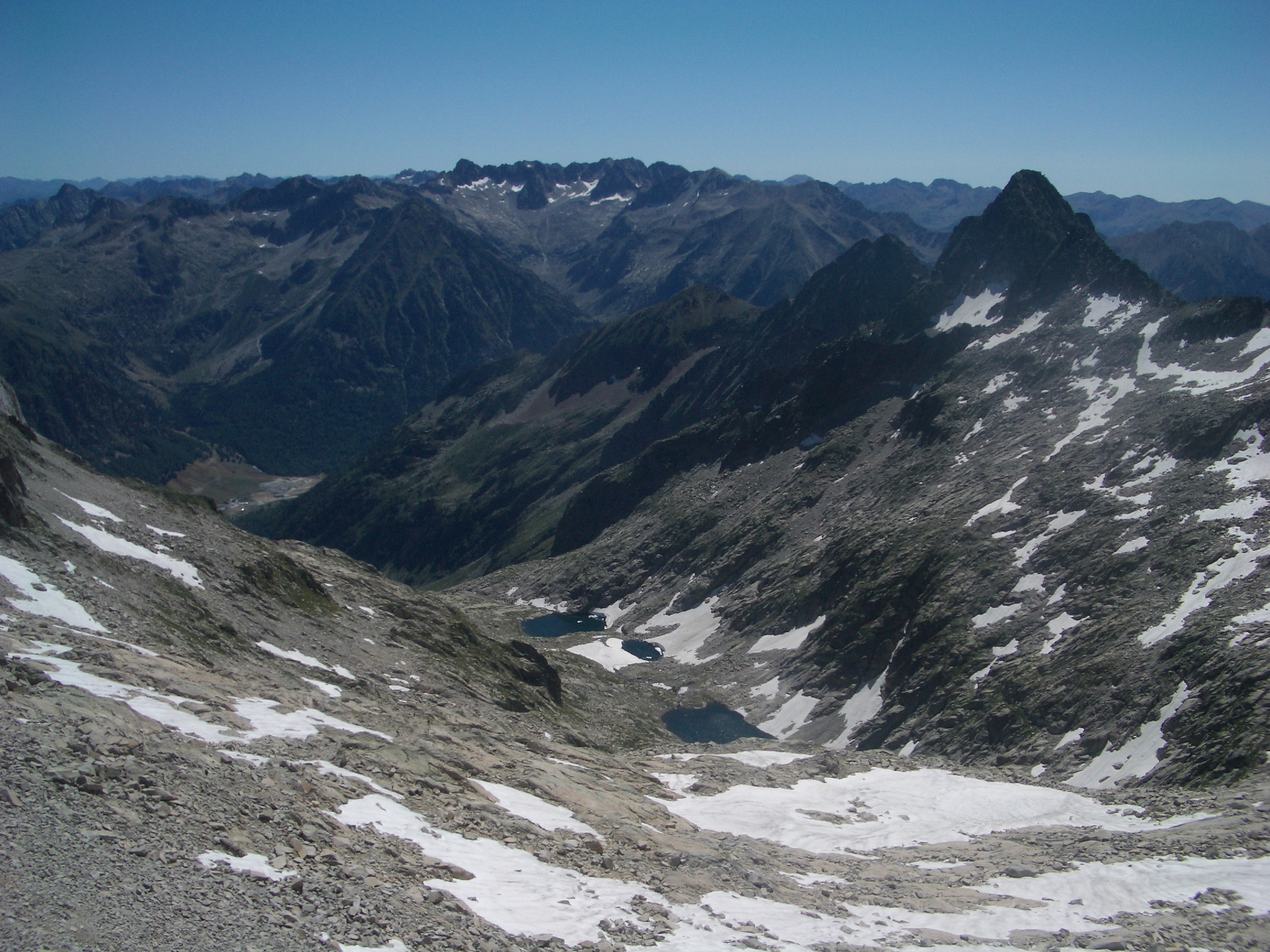
Valle de Mulleres

Desde la boca sur del túnel de Viella arranca hacia el oeste una pista en excelente estado. Tras pasar por la Pleta o Aiguamoll de Mulleres (1730 m]), el bosque desaparece, y el río se despeña en una sucesión de cascadas de gran belleza. Desde ahí se asciende a los Estanhets de Mulleres, entre los pedregales de la Pleta Nova (1950 m). Se trata de una sucesión de cuatro lagos glaciares; el inferior está a una altitud de 2350 m. En una elevación sobre el primer estanhet y algo desviado del camino que sube al pico, se encuentra el refugio de Mulleres (2390 m, 42°37′46.29″N 0°43′13.2″E / 42.6295250, 0.720333; datum ED50). 
Retomando el camino hacia el oeste, y progresando entre grandes bloques de granito, se dejan los lagos a la izquierda. A partir del tercer lago, la pendiente es muy pronunciada. Al llegar a la base de los cortados de la cumbre, se gira al norte para atacar en diagonal el collado (2930 m). Una vez en él, se progresa hacia el suroeste por una amplia crestería hasta la cruz de hierro y el buzón que marcan la cima (3013 m).
Desde la cumbre, y estando el cielo limpio y despejado, se aprecian grandes panorámicas de los macizos de La Maladeta y Salenques.